# Eisenbahnbrücke (Darmstadt-Eberstadt)
Die Eisenbahnbrücke ist Teil der Bahnstrecke Frankfurt am Main–Heidelberg. Sie überspannt bei Streckenkilometer 34,37 am Bahnhof Darmstadt-Eberstadt die Pfungstädter Straße.

## Konstruktion und Geschichte
Die historische Sandsteinbrücke ist 18 Meter lang und wurde im Jahr 1846 fertiggestellt.
Von diesen Eisenbahnviadukten befanden sich zehn auf hessischem Gebiet.
Das Eberstädter Viadukt zeichnete sich dadurch aus, dass auf ihm ein Teil des Stationsgebäudes stand; mit Treppen-Ab- und -Zugang für die Reisenden.
Das alte Stationsgebäude existiert heute nicht mehr.
Die alte Sandsteinbrücke wurde als typisches Beispiel für die Technik der 1840er Jahre in Darmstadt unter Denkmalschutz gestellt.